# Aeroporto di Milano-Linate
L'aeroporto di Milano-Linate "Enrico Forlanini" (IATA: LIN, ICAO: LIML) è un aeroporto internazionale italiano gestito dalla SEA. Nel 2024 sono transitati dall'aeroporto di Linate 10,6 milioni di passeggeri, rendendolo l'ottavo aeroporto italiano e il terzo aeroporto della Lombardia (dopo Malpensa e Orio al Serio) per traffico di passeggeri. Assieme all'aeroporto di Milano-Malpensa e all'aeroporto di Bergamo-Orio al Serio forma il sistema aeroportuale di Milano con 56,9 milioni di passeggeri (anno 2024), vale a dire il primo sistema aeroportuale in Italia (il secondo sistema aeroportuale italiano è quello di Roma con 53 milioni di passeggeri nel 2024).
Accoglie il traffico nazionale e quello europeo di breve raggio. L'aeroporto dispone di un unico terminal e di una sola pista.
Lo scalo è intitolato, fin dal giorno della sua inaugurazione nel 1937, all'ingegner Enrico Forlanini (1848-1930) pioniere dell'aviazione e inventore, ma è universalmente conosciuto con il nome del luogo dove sorge, Linate, nel comune di Peschiera Borromeo. La maggior parte del sedime aeroportuale ricade nel comune di Segrate, con la parte rimanente nel comune di Milano. L'accesso all'aeroporto è posto al confine tra questi ultimi due comuni.

## Storia

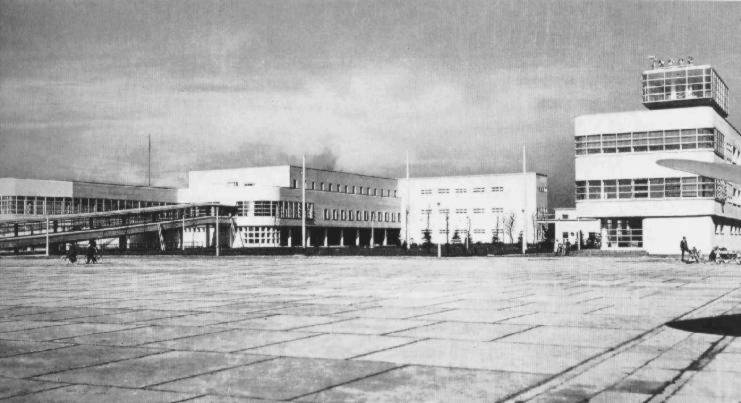
L'aeroporto nei primi anni d'esistenza

L'Aeroporto di Milano - Linate nel 1950

L'Aeroporto di Milano - Linate negli anni sessanta del XX secolo

Nei primi anni trenta si sentì il bisogno di dotare la città di Milano di uno scalo aereo più attrezzato dell'ormai inadeguato campo di aviazione di Taliedo (costruito nel 1910 e situato in un'area delimitata dalle attuali via Mecenate, viale Ungheria e via Salomone).
Nel 1932 il podestà Marcello Visconti di Modrone propose all'allora ministro dell'Aviazione Italo Balbo di chiudere lo scalo di Taliedo e costruire un nuovo aeroporto; tra le diverse proposte prevalse quella di realizzare l'aeroporto a ovest dell'idroscalo in modo da creare un polo integrato fra velivoli di tipo diverso.
Su una superficie di circa 3 000 000 di metri quadrati, la gran parte dei quali appartenente al comune di Linate al Lambro (che in seguito alla perdita di così tanto territorio venne annesso al comune di Peschiera Borromeo) e occupati da sette cascine che furono demolite, si progettò quindi di costruire quello che all'epoca era uno degli aeroporti più grandi d'Europa. I lavori di realizzazione iniziarono nel giugno del 1933 e comportarono il drenaggio del terreno, che, pur essendo pianeggiante, era ricco di canali. I lavori di sistemazione del terreno e di costruzione dell'hangar furono a carico dell'Aeronautica Militare, mentre l'amministrazione comunale si incaricò della costruzione dell'aerostazione.
Il concorso per la progettazione dell'aerostazione fu vinto da un architetto bolognese, Gianluigi Giordani, che progettò un moderno edificio a due piani concepito per servire sia l'idroscalo sia l'aeroporto e in grado di fare fronte all'aumento di traffico previsto negli anni a venire. Nel 1936 iniziarono i lavori per la costruzione dell'imponente hangar principale, una costruzione a campata unica larga 235 metri e profonda 64. Fu inaugurato il 21 ottobre 1937 e completato con destinazione esclusivamente civile nel 1938.

L'Aeroporto di Milano - Linate nel 1970

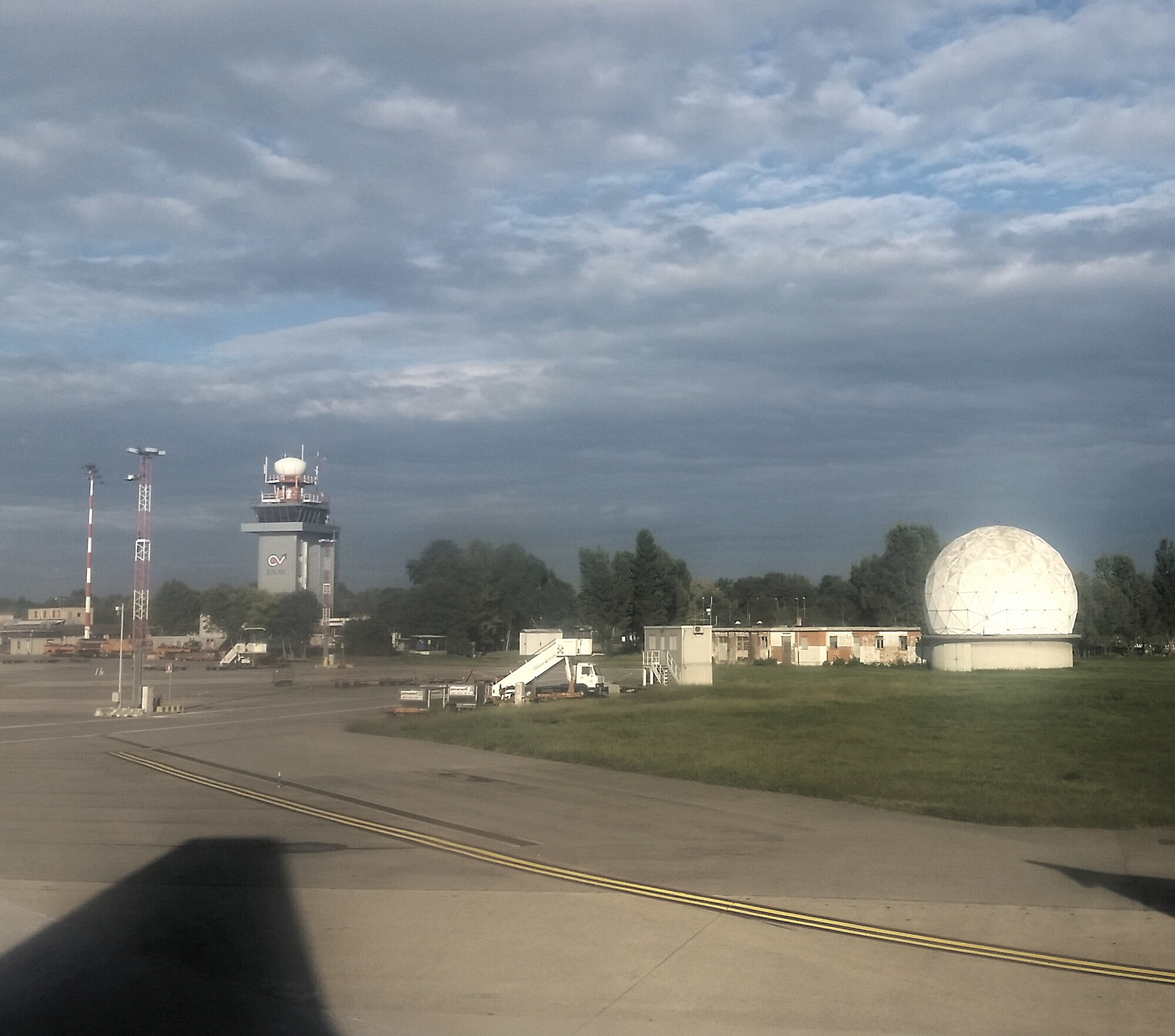
Aeroporto di Milano-Linate, torre di controllo ENAV e radar.

Nel 1960 l'aeroporto venne notevolmente rinnovato e la pista venne prolungata fino al limite del fiume Lambro, causando l'interruzione della strada Paullese e l'isolamento della località di Linate da Peschiera Borromeo.

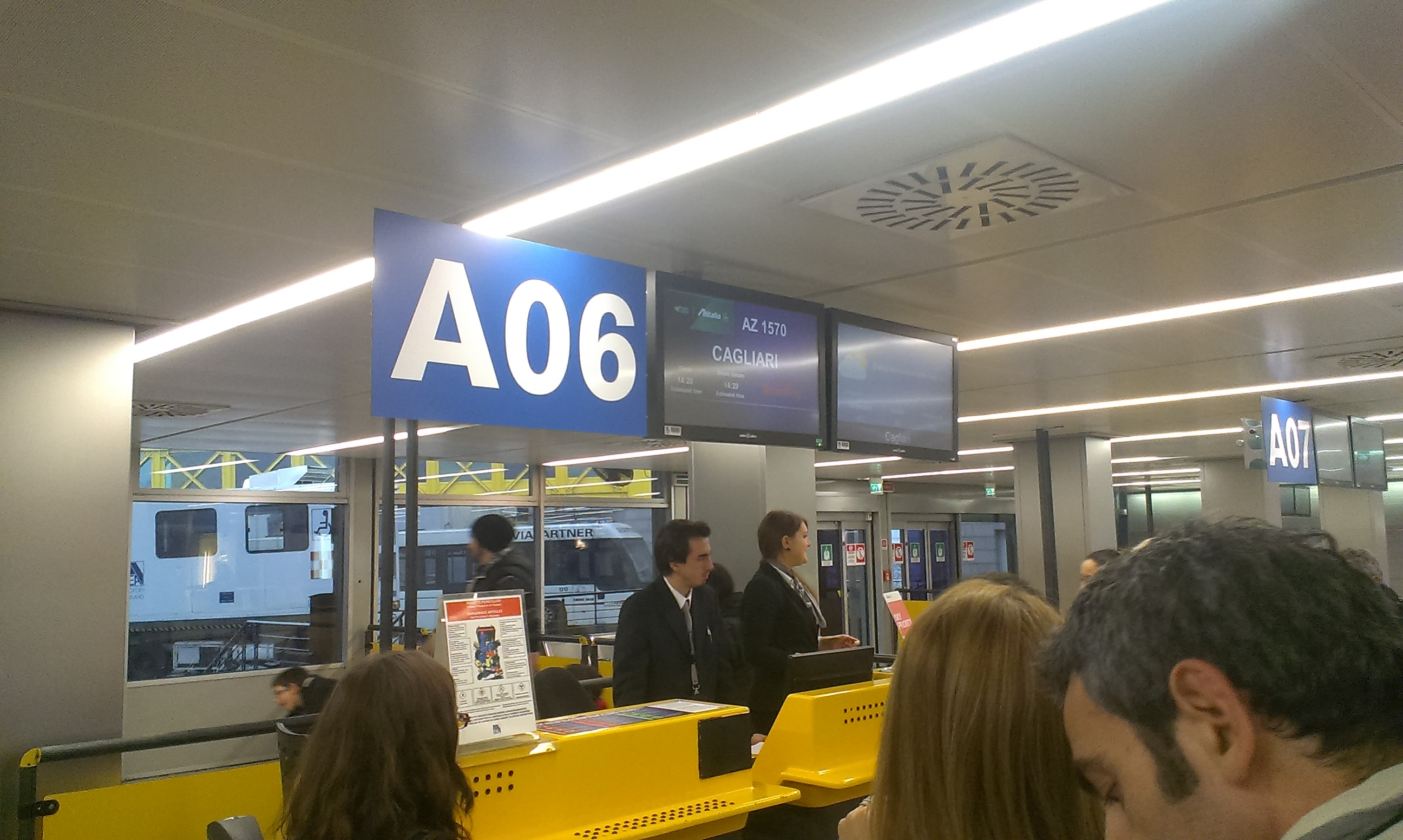
Area imbarchi

Nel 2001 l'aeroporto di Linate è stato teatro dell'omonimo incidente aereo.
Da metà del 2007 le piste hanno cambiato i nomi per ragioni legate alla declinazione magnetica; di conseguenza la 36R è diventata la 36 e la 18L è diventata 18. La 36L è cambiata in 35 e la 18R in 17.
Ciò ha evitato che alcuni piloti di aeromobili leggeri scambiassero la via di rullaggio T per la 36R atterrandoci.
Il 27 luglio 2019 l'aeroporto è stato chiuso al pubblico e al traffico aereo per lavori di manutenzione e ristrutturazione riguardanti la pista principale e il terminal, della durata stimata di tre mesi, con riapertura prevista per il successivo 27 ottobre. Durante il periodo di chiusura, tutti i voli previsti in arrivo e in partenza dallo scalo di Linate sono stati deviati e distribuiti tra gli aeroporti di Malpensa e Orio al Serio. Lo scalo è tornato operativo per gli atterraggi la sera del 26 ottobre 2019, come previsto, e nelle ore successive sono ripresi anche i decolli.
Nel maggio 2020 è stato presentato il progetto riguardante i lavori nell'edificio che ospita i gate ed i negozi, che si sono protratti fino a marzo 2021, questa volta senza alcuna interruzione del traffico aereo. I lavori hanno riguardato non solo il restyling della facciata e degli interni, ma sono stati pensati per fare di Linate un aeroporto all'avanguardia anche sotto il profilo tecnologico.

## Caratteristiche

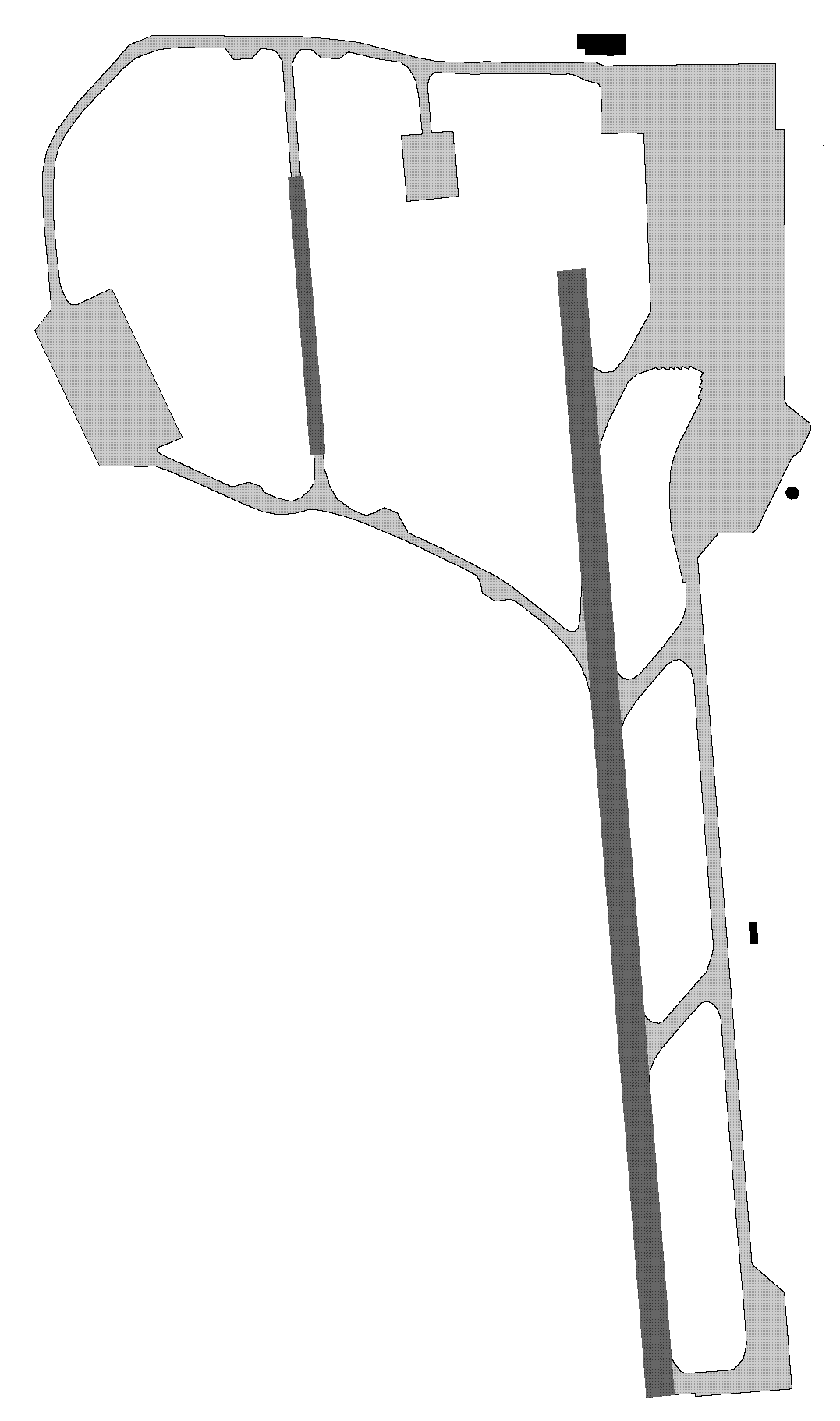
La pista di Linate

Generalmente, per gli atterraggi, viene utilizzata la pista 35. La procedura di avvicinamento ILS RWY 35 prevede un orientamento del sentiero di 355° e frequenza NAV 109.550. Dal 5 giugno 2008 l'avvicinamento ILS è stato modificato: la frequenza non è più 110.300 ma è diventata 109.550, il nominativo è stato cambiato da LNT a I-LNT ed è stato installato anche il DME. Questi cambiamenti sono riportati nell'Aeronautical Information Publication (AIP).
L’aeroporto di Milano Linate ha un solo terminal. Il piano terra è quello riservato agli arrivi. Sono presenti anche le uscite dei voli nazionali e internazionali, la cassa per i parcheggi e alcuni negozi. Al primo piano vi sono invece le partenze, con le aree check-in e l’ingresso ai gate. Il secondo piano è dedicato agli uffici e ad altri servizi. Al terzo piano del corpo parcheggio P2 c'è un tunnel sopraelevato che, attraverso il corpo del parcheggio P1, arriva al terminal.

## Traffico passeggeri
Questo grafico non è disponibile a causa di un problema tecnico.
Si prega di non rimuoverlo.
Vedi la query Wikidata di origine.
| Posizione | Aeroporto                      | Passeggeri | Compagnia/e aerea/e |
| --------- | ------------------------------ | ---------- | ------------------- |
| 1         | Roma-Fiumicino, Lazio          | 770,661    | ITA Airways         |
| 2         | Cagliari-Elmas, Sardegna       | 436,818    | ITA Airways         |
| 3         | Catania-Fontanarossa, Sicilia  | 397,222    | ITA Airways         |
| 4         | Napoli-Capodichino, Campania   | 317,977    | ITA Airways         |
| 5         | Bari-Palese, Puglia            | 306,715    | ITA Airways         |
| 6         | Palermo-Punta Raisi, Sicilia   | 253,588    | ITA Airways         |
| 7         | Olbia-Costa Smeralda, Sardegna | 200,084    | EasyJet             |
| 8         | Alghero-Fertilia, Sardegna     | 158,639    | ITA Airways         |
| 9         | Brindisi-Casale, Puglia        | 151,749    | ITA Airways         |

| Posizione | Aeroporto                                | Passeggeri | Compagnia/e aerea/e              |
| --------- | ---------------------------------------- | ---------- | -------------------------------- |
| 1         | Londra-Heathrow, Regno Unito             | 501,835    | ITA Airways, British Airways     |
| 2         | Parigi Charles de Gaulle, Francia        | 420,953    | Air France, ITA Airways, EasyJet |
| 3         | Madrid-Barajas, Spagna                   | 365,229    | Iberia                           |
| 4         | Francoforte sul Meno, Germania           | 330,149    | ITA Airways, Lufthansa           |
| 5         | Amsterdam-Schiphol, Paesi Bassi          | 285,516    | ITA Airways, EasyJet, KLM        |
| 6         | Aeroporto di Londra-City, Regno Unito    | 277,534    | EasyJet                          |
| 7         | Bruxelles-National, Belgio               | 221,930    | ITA Airways, Brussels Airlines   |
| 8         | Aeroporto di Londra-Gatwick, Regno Unito | 218,549    | ITA Airways, British Airways     |
| 9         | Parigi Orly, Francia                     | 179,016    | Air France, ITA Airways, EasyJet |
| 10        | Dublino, Irlanda                         | 68,549     | Aer Lingus                       |
| 11        | Stoccolma-Arlanda, Svezia                | 63,868     | Scandinavian Airlines            |
| 12        | Malta, Malta                             | 61,714     | Air Malta                        |

### Statistiche generali
| Anno | Movimenti | Variazione % | Passeggeri | Variazione % | Cargo (tonnellate) | Variazione % |
| ---- | --------- | ------------ | ---------- | ------------ | ------------------ | ------------ |
| 2000 | 78 077    | 15,3         | 6 026 342  | 9,1          | 22 145             | 45,5         |
| 2001 | 110 566   | 41,6         | 7 136 337  | 18,4         | 29 153             | 31,6         |
| 2002 | 110 494   | 0,1          | 7 815 316  | 9,5          | 26 437             | 9,3          |
| 2003 | 119 311   | 8            | 8 757 038  | 12           | 24 658             | 6,7          |
| 2004 | 121 356   | 1,7          | 8 947 525  | 2,2          | 25 635             | 4,4          |
| 2005 | 122 221   | 0,7          | 9 088 607  | 1,6          | 25 345             | 1,1          |
| 2006 | 131 615   | 7,7          | 9 696 515  | 6,7          | 27 468             | 8,4          |
| 2007 | 130 038   | 1,2          | 9 926 530  | 2,4          | 23 498             | 14,5         |
| 2008 | 131 036   | 0,8          | 9 266 153  | 6,7          | 20 006             | 14,9         |
| 2009 | 121 376   | 7,4          | 8 295 099  | 10,5         | 17 027             | 14,9         |
| 2010 | 119 928   | 1,2          | 8 359 065  | 0,8          | 19 062             | 12           |
| 2011 | 122 964   | 2,5          | 9 128 522  | 9,2          | 19 591             | 2,8          |
| 2012 | 120 463   | 2            | 9 229 890  | 1,1          | 19 807             | 1,1          |
| 2013 | 113 321   | 5,9          | 9 034 373  | 2,1          | 19 614             | 1            |
| 2014 | 112 804   | 0,1          | 9 031 855  | 0,1          | 17 458             | 11           |
| 2015 | 118 650   | 4,8          | 9 689 635  | 7,4          | 15 714             | 10           |
| 2016 | 118 535   | 0,1          | 9 682 264  | 0,1          | 15 365             | 2,2          |
| 2017 | 117 730   | 0,7          | 9 548 363  | 1,4          | 13 815             | 10,1         |
| 2018 | 115 301   | 2,1          | 9 233 475  | 3,5          | 12 570,9           | 9            |
| 2019 | 85 730    | 25,6         | 6 570 984  | 28,8         | 7 586              | 39,7         |
| 2020 | 41 000    | 52,2         | 2 274 204  | 65,4         | 1 240,1            | 83,7         |
| 2021 | 67 368    | 64,3         | 4 346 518  | 91,1         | 1 883,5            | 51,9         |
| 2022 | 101 956   | 51,3         | 7 719 977  | 77,6         | 2 353,2            | 24,9         |

## Incidenti

### Enrico Mattei
Nel 1962 precipita, nel territorio del comune di Bascapè (provincia di Pavia), in seguito a un attentato, sulla rotta di avvicinamento alla pista 36, il Morane-Saulnier MS.760 Paris con a bordo, oltre al pilota e a un giornalista inglese, il fondatore e presidente dell'Eni Enrico Mattei. L'esito dell'attentato è fatale per tutti e tre i passeggeri.

### Il disastro di Linate

I resti dell'MD-87 dopo l'incidente.

Lo scalo milanese è stato il luogo del più grave incidente aereo mai avvenuto fino ad oggi in Italia. L'8 ottobre 2001 il volo 686 della Scandinavian Airlines System, operato con un MD87, diretto a Copenaghen, si scontrò in fase di decollo contro un jet d'affari (un Cessna Citation CJ2) che, a causa della fitta nebbia, aveva seguito un percorso di rullaggio errato ed era entrato nella pista principale. La tragedia fu immane: nel disastro morirono 118 persone tra passeggeri dei due aerei e dipendenti aeroportuali. Il 7 luglio 2006 il direttore dell'aeroporto di Linate Vincenzo Fusco e il responsabile del sistema aeroportuale di Linate-Malpensa Francesco Federico, accusati di disastro colposo e omicidio colposo plurimo, furono assolti.

## Trasporti e collegamenti

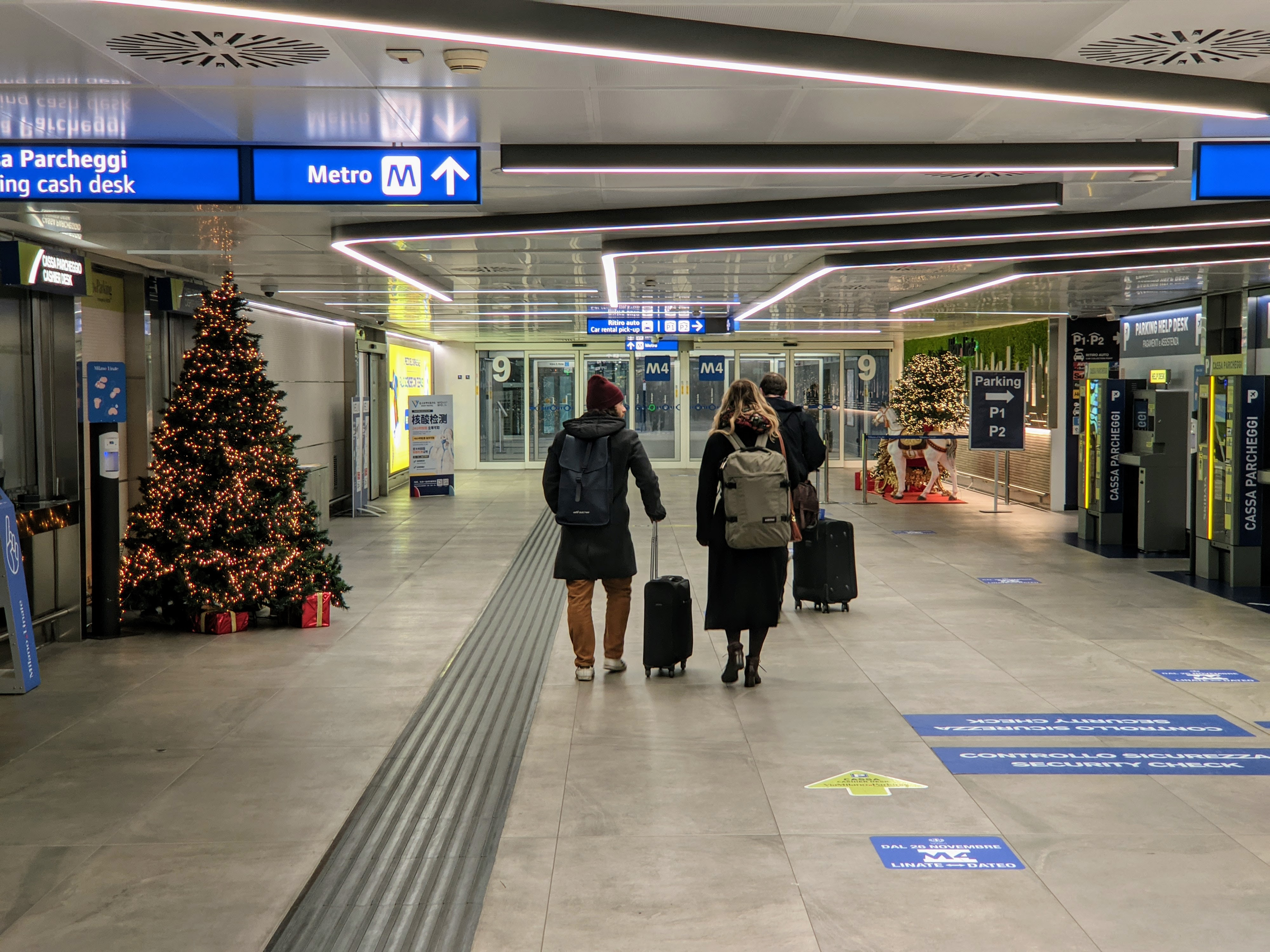
L'entrata della stazione della metropolitana all'interno del terminal

Per quanto riguarda il trasporto pubblico, l'aeroporto è raggiungibile tramite la linea M4 della metropolitana di Milano e tramite le linee di area urbana di ATM, che collegano l'aeroporto con Segrate e Peschiera Borromeo; prima dell'apertura della linea M4, il principale mezzo pubblico che collegava Linate al centro di Milano era la linea urbana numero 73, gestita sempre da ATM, che effettuava il capolinea in Piazza San Babila.
È disponibile anche un collegamento bus diretto tra l’aeroporto e la stazione di Milano Centrale, gestito da Autostradale. La frequenza è di circa un'ora, la durata del viaggio è di 25 minuti e il costo del biglietto di 7,00€ (online a 5,00€).
L'aeroporto è raggiungibile con i mezzi privati tramite la tangenziale Est (A51) e tramite la SP 14 Rivoltana.